# Hamatocaulis
Hamatocaulis là một chi rêu trong họ Amblystegiaceae.